# شهرستان دودریج
شهرستان دودریج (به انگلیسی: Doddridge County) یک منطقهٔ مسکونی در ایالات متحده آمریکا است که در ویرجینیای غربی واقع شده‌است. شهرستان دودریج ۸۲۸٫۸ کیلومتر مربع مساحت و ۸٬۲۰۲ نفر جمعیت دارد.